# عمر فيكتور ديوب
عمر فيكتور ديوب (بالفرنسية: Omar Victor Diop)‏ هو فنان تشكيلي ومصور سنغالي، ولد في 1980 في داكار في السنغال.

## وصلات خارجية
- الموقع الرسمي